# Wu Zuoren
Wu Zuoren (xinès simplificat: 吴作人; xinès tradicional:吳作人; pinyin: Wú Zuòrén), també conegut a Europa com a Ou Sogène fou un pintor contemporani i càrrec polític. És cèlebre tant per la seva obra inspirada en la tradició xinesa amb tinta com per la seva obra feta a l'oli influïda pels artistes europeus. Entre les seves obres cimeres destaquen: ”Retrat de Qi Baishi”, La gorja Sanmen del riu Groc” i “El camp de batalla del Crisantem més fragant”. Per les seves pintures ha guanyat diversos i importants premis.

## Dades biogràfiques
Va néixer l'any 1908 al comtat de Jingxian, província d'Anhui i va morir el 1997 a Pequín. Va començar els seus estudis d'art als 19 anys al Departament d'Arquitectura de l'Escola Industrial de Suzhou. De seguida va anar a parar a l'Acadèmia d'Art de Xangai. I l'any 1928 va anar al Departament d'Art de la Universitat Central de Nanjing on va estudiar amb Xu Beihong durant un temps. L'any 1930 va viatjar a Europa on va ingressar a l'École National Superieure de Beaux Arts de París i, després a l'Acadèmia Reial de Belles Arts de Bèlgica. El 1935 tornà al seu país com a professor del Departament de Pintura a l'Oli de la Universitat Central de Pequín. L'any 1937 es traslladà a Chongqing per impartir classes a la seva universitat. L'any 1939, la seva primera esposa, la belga Lina, mor arran de complicacions degudes a un part i agreujades pels bombardejos de la força aèria japonesa a Chongqing (la seva segona esposa va ser l'artista Xiao Shufang). El 1947 torna a Europa on exposà a Londres, París i Ginebra. A començaments de 1949 va ser professor del Departament de Pintura a l'Oli de l'Acadèmia de Belles Arts de Pequín de la qual serà el seu director (1058). Entre el seu diversos càrrecs, destaquen el de president de l'Acadèmia Central de Belles Arts i president de l'Associació d'Artistes Xinesos. A la dècada dels 50 va ser membre de l'Assemblea Nacional Popular.